# 交響曲第72番 (ハイドン)
交響曲第72番 ニ長調 Hob. I:72 は、フランツ・ヨーゼフ・ハイドンが作曲した交響曲。

## 概要
第72番という進んだ番号が付けられているが、現在では第22番『哲学者』などと同じ時期の1764年前後の作品と推定されている。
編成、構成共に第31番『ホルン信号』と酷似しており、2曲とも同じ時期にエステルハージの楽団のホルン奏者の技巧を誇示するために書かれた（ただし、本作の方が先に書かれた）とされる。

## 楽器編成
フルート1、オーボエ2、ファゴット1、ホルン4、ティンパニ、弦五部。
ティンパニのパートは後から加えられた。

## 楽章編成
- 第1楽章 アレグロ
ニ長調、4分の2拍子、ソナタ形式。

ホルンのパートは第1奏者から第4奏者までが対等に扱われており、高音や急速なパッセージで掛け合い、難易度が高い。

- 第2楽章 アンダンテ
ト長調、8分の6拍子、ソナタ形式。
ホルンは休止し、独奏フルートと独奏ヴァイオリンが掛け合う。

- 第3楽章 メヌエット - トリオ
ニ長調、4分の3拍子。
再びホルンが活躍する。トリオは弦楽器が休止し、管楽器のアンサンブルとなる。

- 第4楽章 フィナーレ：アンダンテ - プレスト
ニ長調、4分の2拍子 - 8分の6拍子、変奏曲形式。

8分音符の刻むような音型を主体とした主題と、6つの変奏、急速なコーダからなる。第4変奏までは、弦楽器の伴奏にそれぞれフルート、チェロ、ヴァイオリン、コントラバスが独奏楽器として歌い、第5変奏はオーボエ、ホルンを加え、第6変奏でフルートを加えた全合奏となり、半終止の後、プレストのコーダに突入する。